# Vildhjarta
Vildhjarta ist eine schwedische Metal-Band, die im Jahr 2005 in Hudiksvall gegründet wurde.

## Geschichte
Die Band wurde im Jahr 2005 von den Gitarristen Daniel Bergström und Jimmie Åkerström und dem Bassisten Johan Nyberg gegründet. Zusammen fertigten sie Demos an und verbreiteten diese hauptsächlich über das Internet. Da alle Mitglieder über ganz Schweden verteilt waren, tauschten sie ihre Ideen hauptsächlich per E-Mail aus. Während dieser Entwicklungsphase stießen weitere Mitglieder zur Band. Danach folgten einige Konzerte sowie Auftritte auf Festivals in Europa wie dem Euroblast Festival im Jahr 2010.
Nach diesem Auftritt begann die Band mit den Arbeiten zu ihrem Debütalbum. Während der Arbeiten zum Album suchte die Band nach einem passenden Label und fand dieses mit Century Media im Frühjahr 2011. Danach begab sich die Band ins Studio und nahm 16 Lieder auf, wobei Jens Bogren (Opeth, Devin Townsend) diese masterte.
Am 25. November 2011 wurde das Debütalbum Måsstaden veröffentlicht.
2013 wurde die EP Thousand Of Evil veröffentlicht.
Im Jahr 2014 verließ Schlagzeuger David Lindkvist die Band, er wurde durch Buster Odeholm ersetzt, der auch in den Bands Humanitys Last Breath und Thrown sowie als Produzent aktiv ist.
Das zweite Studioalbum Måsstaden under vatten wurde am 15. Oktober 2021 veröffentlicht. Es knüpft an das Debütalbum Måsstaden an und ist das erste Album der Band, dessen Texte vollständig auf Schwedisch gehalten sind.
Am 30. Mai 2025 veröffentliche Vildhjarta ihr drittes Studioalbum mit dem Titel Där skogen sjunger under evighetens granar. Es ist das letzte Album mit Beiträgen des Gründungsmitglieds Daniel Bergström.

## Stil
Die Band spielt eine Version des Metal, die oft als Djent beschrieben wird. Dabei wird sie mit Bands wie Meshuggah, Textures, Tesseract und Xerath verglichen. Die Lieder sind polyrhythmisch gehalten, wobei diese persönliche Probleme und Gefühle behandeln. Der Gesang ist dabei sowohl klar als auch guttural.

## Diskografie
Alben
- 2011: Måsstaden (Century Media)
- 2021: Måsstaden under vatten (Century Media)
- 2025: Där skogen sjunger under evighetens granar (Century Media)

EPs
- 2009: Omnislash (Eigenveröffentlichung)
- 2013: Thousands of Evils (Century Media)